# شركة صناعات الألبان الإيرانية
شركة صناعات الألبان الإيرانية (بالفارسية: صنایع شیر ایران ) هي شركة إنتاج ألبان في إيران .

## نظرة عامة على الشركة
شركة صناعات الألبان الإيرانية هي أكبر شركة ألبان في الشرق الأوسط ، حيث تنتج 1.5 مليون طن من الحليب سنويًا. [بحاجة لمصدر] في عام 2014، تم توفير 30% من السوق المحلية الإيرانية من قبل صناعات الألبان الإيرانية. 

## منتجات الشركة
- لبن
- الزبادي
- قشدة
- جبن
- سمنة
- الكفير والدوج
- أيس كريم
- الألبان البودرة
- المشروبات الغازية العشبية

## مجموعة الشركات التابعة
- أراك بيغاه
- شرق أذربيجان بيغاه
- غرب أذربيجان بيغاه
- أصفهان بيغاه
- طهران بيغاه
- بيغاه جولبايجان
- زنجان بيغاه
- خراسان بيغاه
- خوزستان بيغاه
- فارس بيغاه
- كرمان بيغاه
- لرستان بيغاه
- همدان بيغاه
- شركة لاكتانا لصناعة التعبئة والتغليف
- منطقة السوق الواسعة 1
- منطقة السوق الواسعة 2
- منطقة السوق الواسعة 3
- منطقة السوق الواسعة 5
- سيبيد تجاري كافير فارس
- جيلان بيغاه
- جولستان بيغاه